# Trà Vinh (Stadt)
Trà Vinh (Khmer: Preah Trapeang, ព្រះត្រពាំង) ist die Hauptstadt der Provinz Trà Vinh in Vietnam. Sie befindet sich im Mekongdelta. Die Stadt hat viele berühmte Khmer-Tempel aufgrund der großen Bevölkerung von Khmer. Die Provinzstadt Trà Vinh hatte 2019 eine Einwohnerzahl von 112.584. In der eigentlichen Stadt leben davon 90.714. Die Stadt verfügt seit 2010 über das Stadtrecht und besitzt seit 2016 den Status einer Provinzstadt der 2. Klasse.

## Galerie

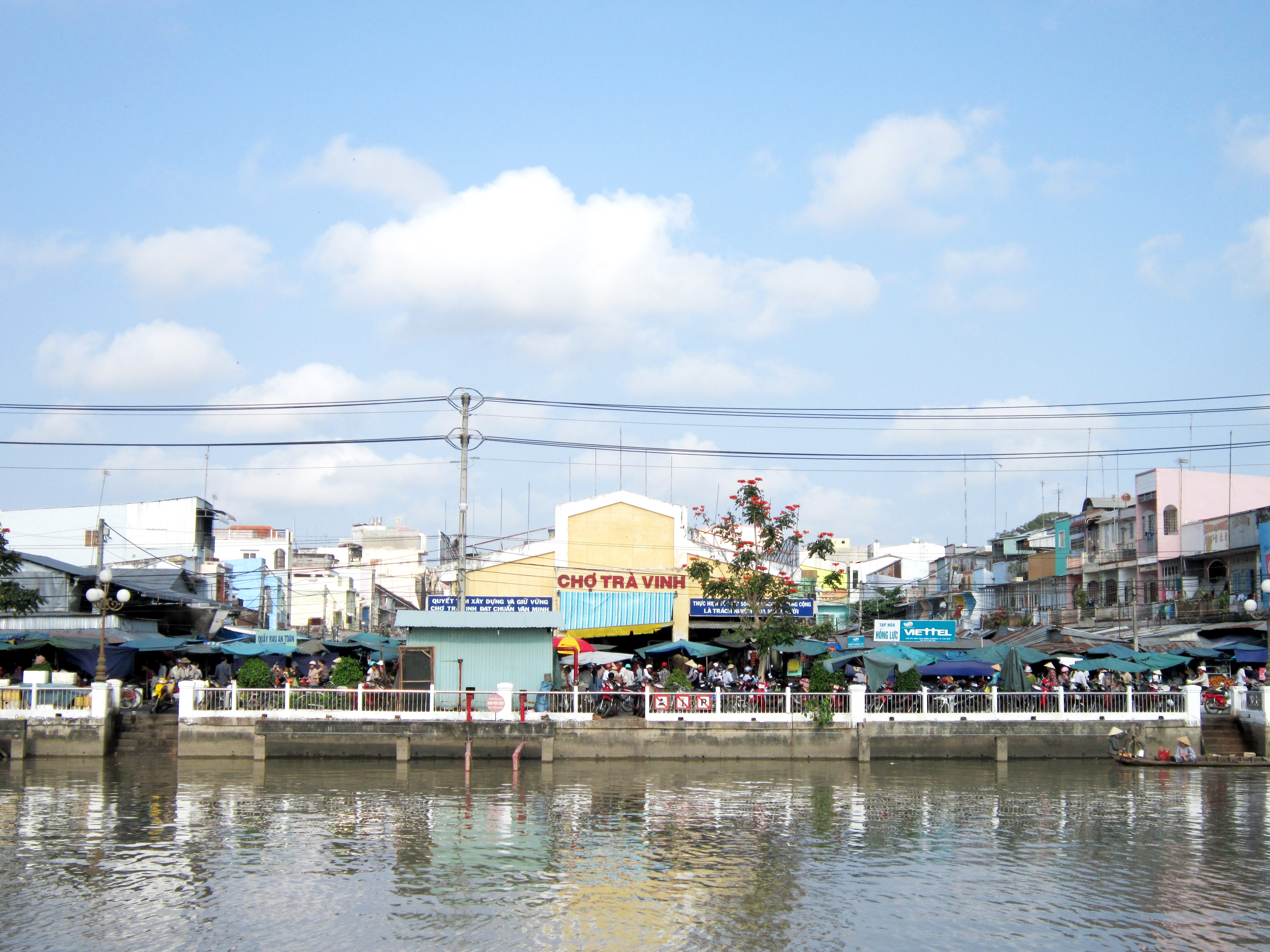
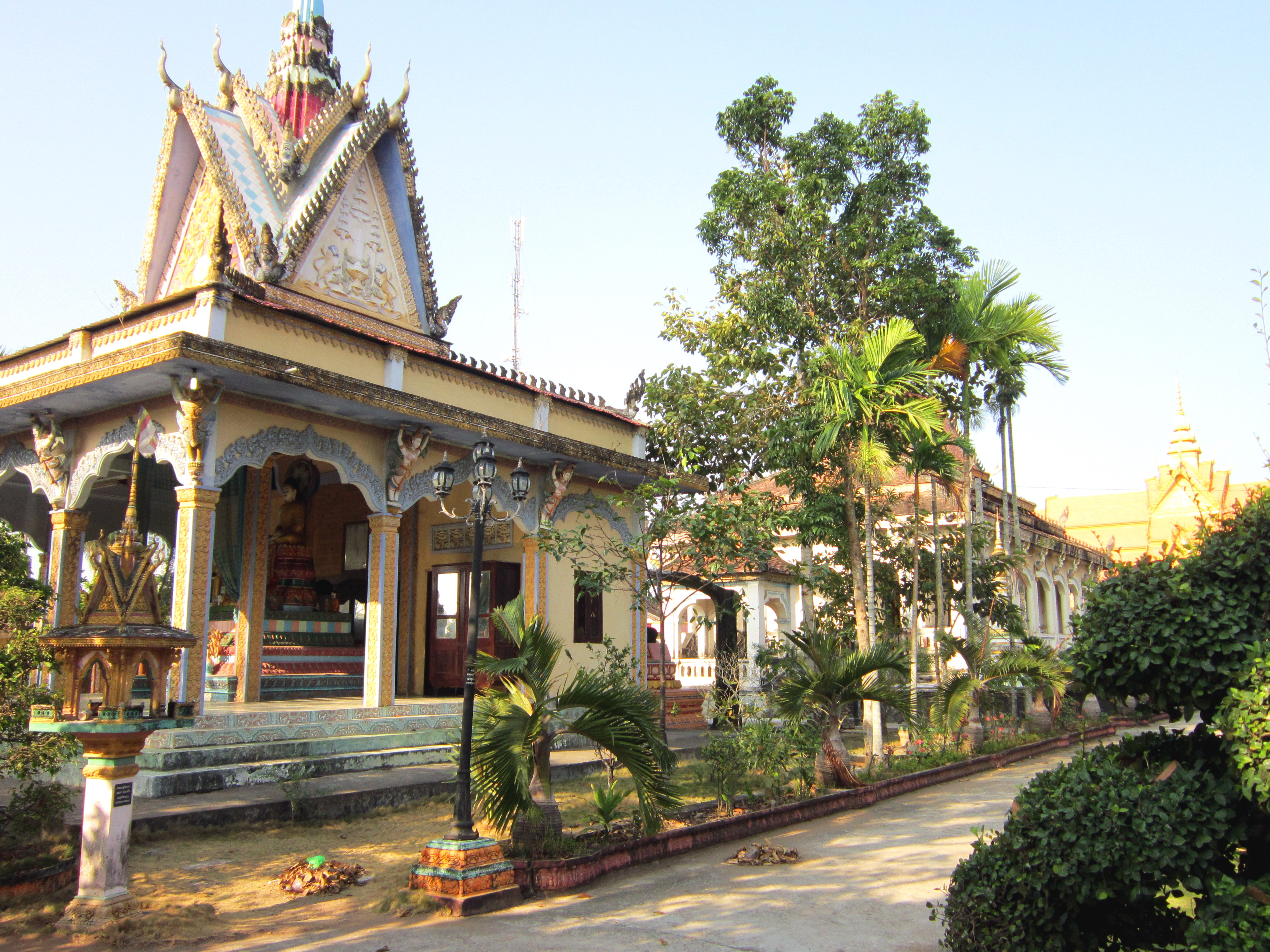
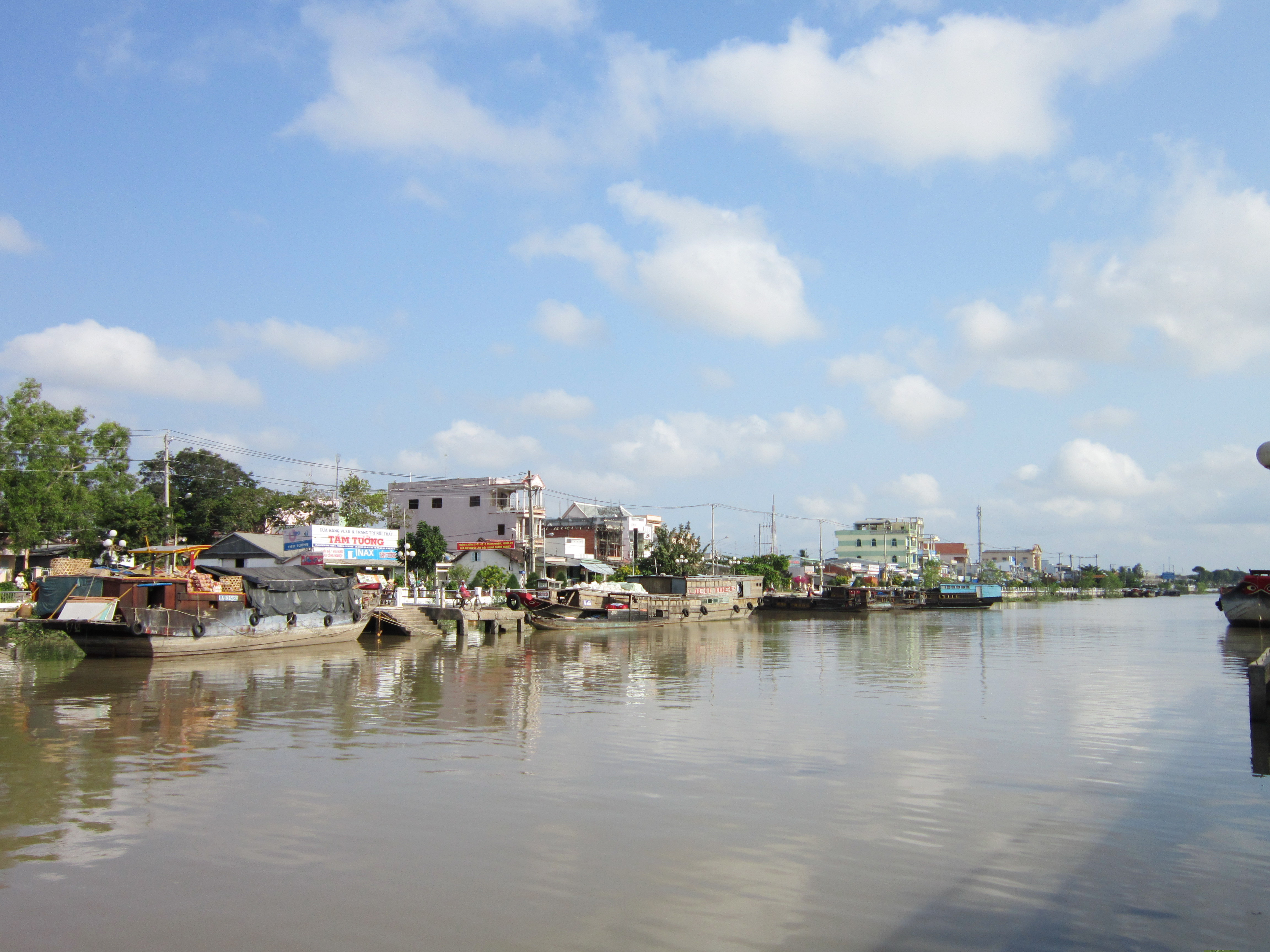
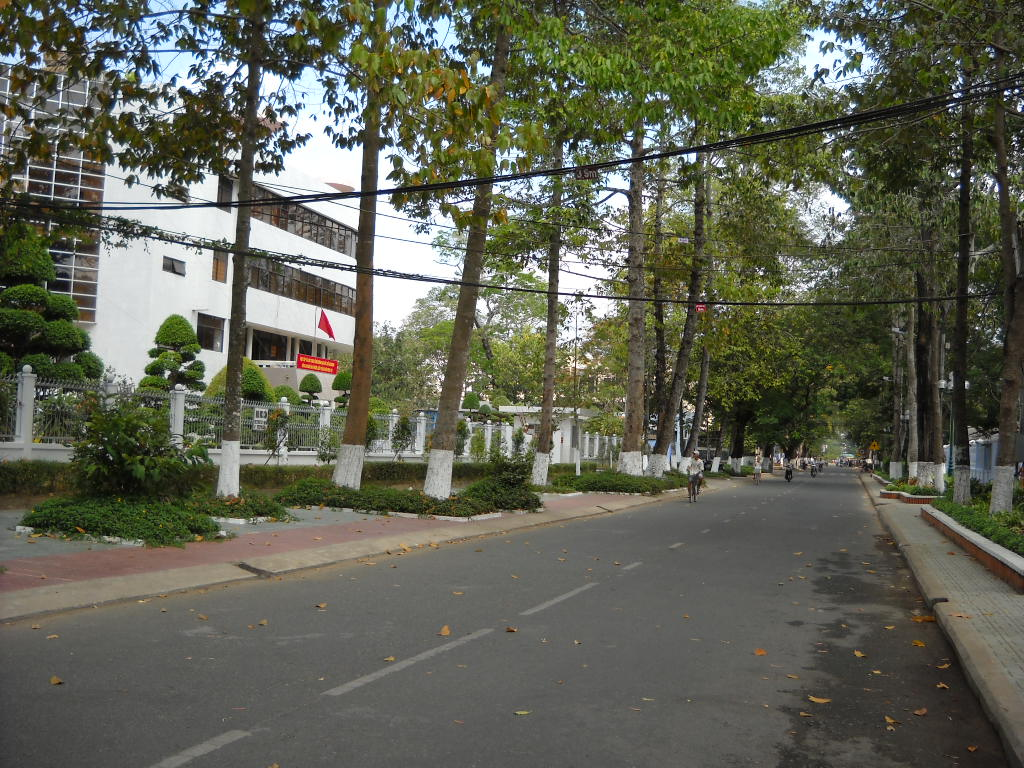
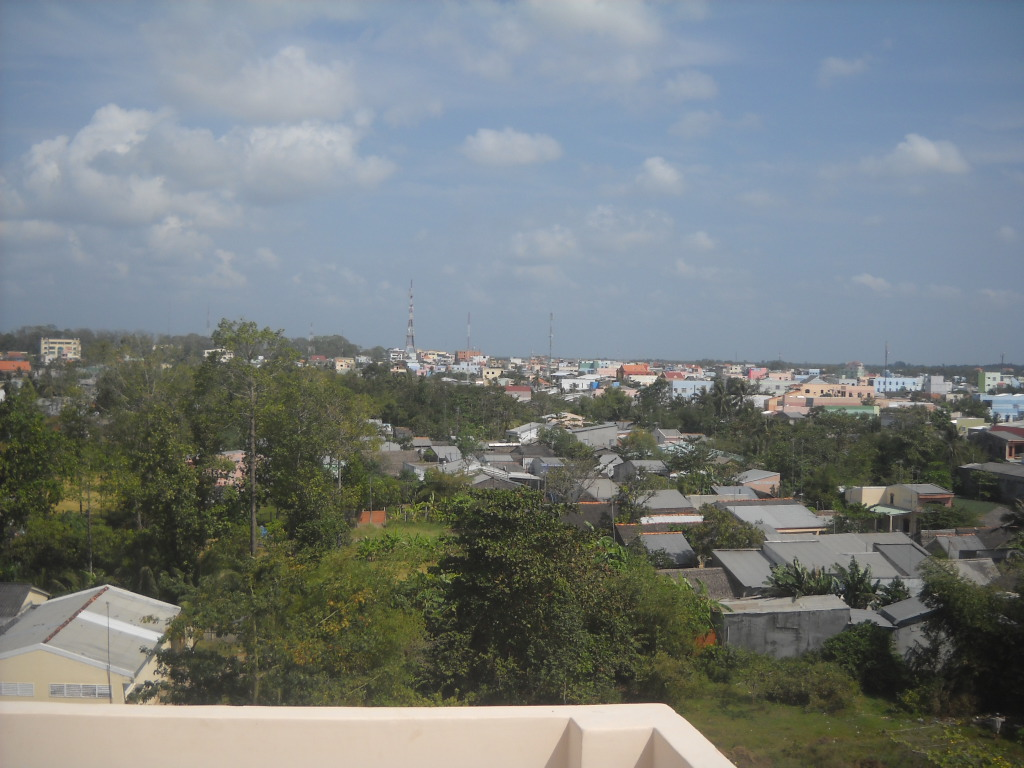
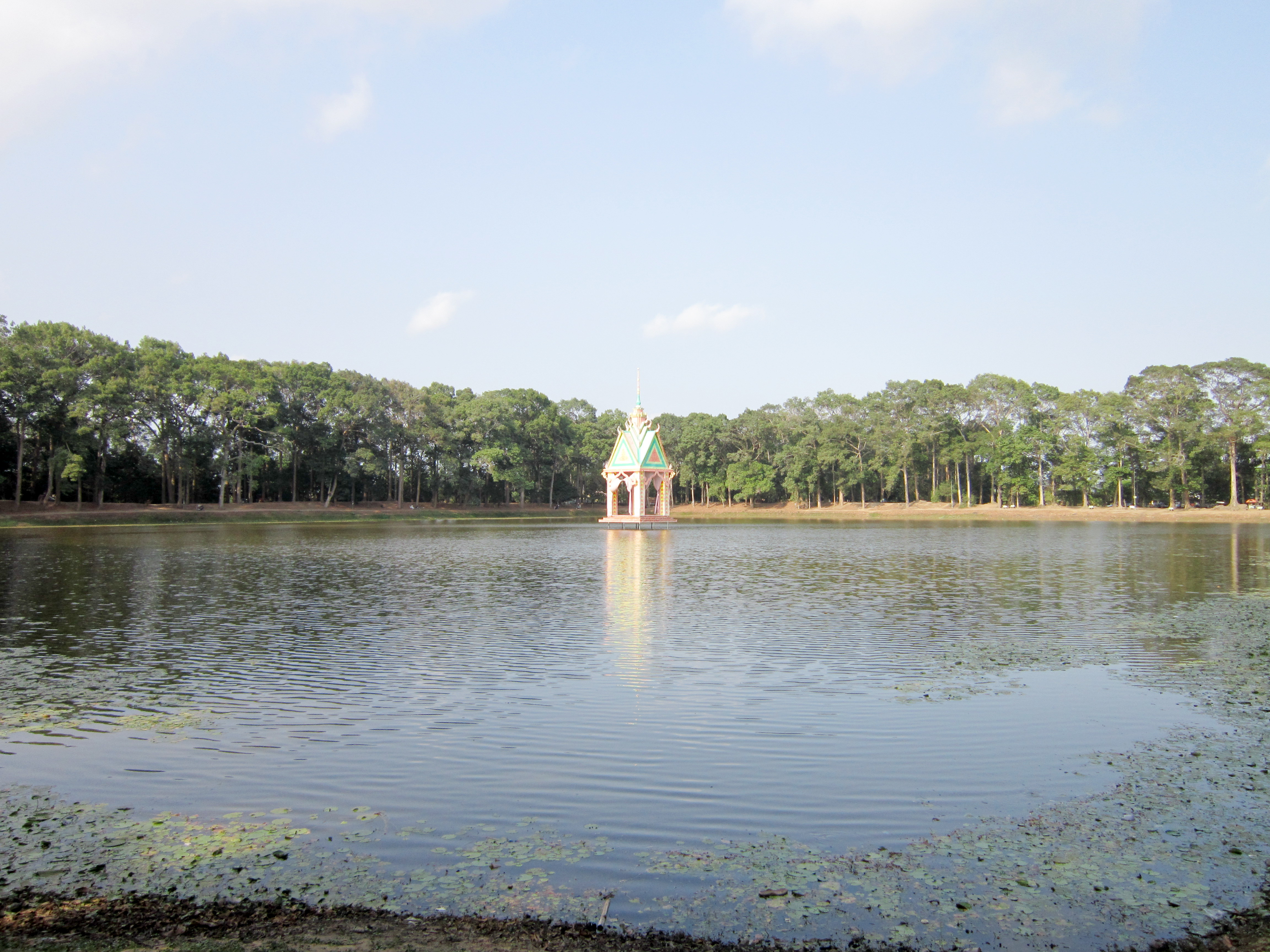